# 秦亭镇
秦亭镇，是中华人民共和国甘肃省天水市清水县下辖的一个行政建制镇。
秦亭（秦邑）即中國第一個統一的中央集權國家秦朝的前身秦國的第一個首都所在地。

## 行政区划
秦亭镇下辖以下地区：
柳林村、赵尧村、樊夏村、秦亭村、刘峡村、店子村、长沟村、乔李村、董河村、百家村、李岘村、薛赵村、麦池村、张吕村、站沟村、盘龙村、全庄村、年庄村和党河村。